# Labeobarbus marequensis
Labeobarbus marequensis, engl. Largescale Yellowfish, auf Afrikaans auch Grootskub-Geelvis, ist eine Karpfenfischart, die endemisch nur im südlichen Afrika vorkommt.

## Vorkommen
Labeobarbus marequensis ist im südlichen Afrika zwischen den Breitengraden 11° S und 27° S in den Ländern Südafrika (Gauteng, KwaZulu-Natal, Limpopo und Mpumalanga), Eswatini, Malawi und Mosambik weit verbreitet. Die Fischart kommt im mittleren und unteren Sambesi, dem Kariba-Staudamm, sowie im Pongolo-Flusssystem vor. L. marequensis bevorzugt Fließgewässer mit ganzjährigem Wasserstand und einige Stauseen. L. marequensis taucht zwar in Staustufen auf, doch ist dies nicht sein ursprünglicher Lebensraum. Größere Exemplare leben in tiefen Pool mit steinig, felsigem Grund.

## Beschreibung
Labeobarbus marequensis zeigt eine große morphologische Variabilität. Einige Populationen unterscheiden sich stark voneinander. Hier sind die taxonomischen Untersuchungen noch nicht vollständig abgeschlossen. Die Fischart wird durchschnittlich ca. 47 Zentimeter lang und sechs Kilogramm schwer.

## Lebensweise
L. marequensis hat ein breites Ernährungsspektrum. Er ernährt sich von Algen und Larven von Wasserinsekten und bei zunehmender Größe auch von Kleinfischen, Schnecken und Süßwassermuscheln. Teilweise nimmt er auch ins Wasser gefallene Insekten von der Oberfläche auf. Die Laichzeit findet im Frühling statt. Die geschlechtsreifen Fische wandern in den von Regenfällen zum Hochwasser angestiegenen Flüssen in die Stromschnellen hinauf.

## Wirtschaftliche Bedeutung
Labeobarbus marequensis ist ein Sportfisch für Angler.

## Gefährdungssituation
Der Bau von Staudämmen und die Degradation ihres natürlichen Lebensraumes bedrohen ihren Bestand. Der Bau von Fischtreppen und die Erhaltung ihres Biotops sind Maßnahmen, die getroffen wurden. Die Art ist derzeit als „least concern“ eingestuft.